# Vescomtat de Girona
El vescomtat de Girona fou inicialment un títol funcionarial jeràrquicament inferior al comte de Girona que apareix ja el segle ix poc temps després de la Conquesta de Girona. El càrrec era immediatament inferior al del comte al que assistia i delegava algunes de les seves funcions. Tanmateix amb la unificació dels comtats catalans, el títol de comte de Girona recaigué també en la figura del comte de Barcelona (a partir de Bernat de Gòtia) que acostumava a residir a la capital barcelonina allunyat dels dominis gironins. Així doncs la figura de vescomte anà guanyant major grau d'autonomia i assumí la jurisdicció efectiva del comtat. A la llarga el càrrec passà de ser un càrrec nomenat i cessat pel comte a ser un càrrec heretat per línia patrilineal.
El primer vescomte conegut és Guifré I de Girona que el 850 fou comte de Girona. En aquest any signen un document dos vescomtes, Ermidó i Radulf, un dels quals ho fou de Girona. Lleopard (o Llopart) fou el pare (segurament) d'Unifred i (segur) d'Otger. Amb Guiniguís, conegut per Mascaró, casat a Jerosòlima (coneguda per Gudrielda) el vescomtat esdevingué hereditari. El va succeir el seu fill Sunifred, i un altre fill, Sisemund d'Oló, fou vicari d'Oló i origen dels Oló i dels Mediona; un altre germà, Eldemar, fou senyor de Clariana. Els seus germans Ot, Eldemar i Sesmon foren presos pels musulmans durant el saqueig de Barcelona per Almanzor. Sunifred va morir el 1008 o poc després i el va succeir el seu fill Amat; un altre fill, Guillem, fou senyor de Muntanyola o Vacarisses i tronc dels Montcada; i un altre germà encara, Ramon, ardiaca de Vic, fou senyor de Lloret, originant els senyors de Lloret. Amat conegut com a Amat de Montsoriu (perquè posseïa el castell de Montsoriu que era el centre patrimonial dels vescomtes) casat amb Sança va morir poc abans del 1035. El va succeir el seu fill Arbert, que va morir el 1033, passant l'herència a sa germana Ermessenda de Montsoriu, casada amb Guerau I de Cabrera, senyor de Cabrera (a Osona) i fill del primer senyor Gausfred de Cabrera, El matrimoni fundà el monestir de Sant Salvador de Breda. Mort Guerau vers el 1050 el títol va passar al seu fill Ponç, en qui es van reunir els patrimonis dels senyors de Cabrera i el vescomtes de Girona, adoptant el títol de vescomtes de Cabrera.

## Llista de vescomtes
- Guifré I de Girona c. 840 (848 comte de Girona)
- Ermidó c. 850
- Radulf c. 850
- Lleopard o Llopart c. 920-930
- Unifred c. 930-940
- Otger c. 940-968
- Guiniguís (Mascaró) 968-982
- Sunifred 982-1008
- Amat de Montsoriu 1008-1025
- Arbert de Montsoriu 1025-1033
- Ermessenda de Montsoriu 1033-1057
- Guerau I de Cabrera 1033-1050
- Ponç I de Cabrera 1050-1105
- Guerau II de Cabrera 1106-1131
- Ponç II de Cabrera 1131-1145
- Guerau III de Cabrera 1145-1165